# Azerska sotnia UPA
Azerska sotnia UPA – sotnia Ukraińskiej Powstańczej Armii, złożona z Azerów, dawnych żołnierzy Armii Czerwonej. Powstała w 1943 roku w okolicach Równego, brała udział w walkach z wojskami niemieckimi.